# Kamenica (Višegrad, BiH)
Kamenica je naseljeno mjesto u općini Višegradu, Republika Srpska, BiH.

## Stanovništvo
Nacionalni sastav stanovništva 1991. godine, bio je sljedeći:
| Narod     | Broj stanovnika |
| --------- | --------------- |
| Muslimani | 188             |
| Ostali    | 2               |
| Srbi      | 1               |
| Ukupno    | 191             |